# Oogschaduw

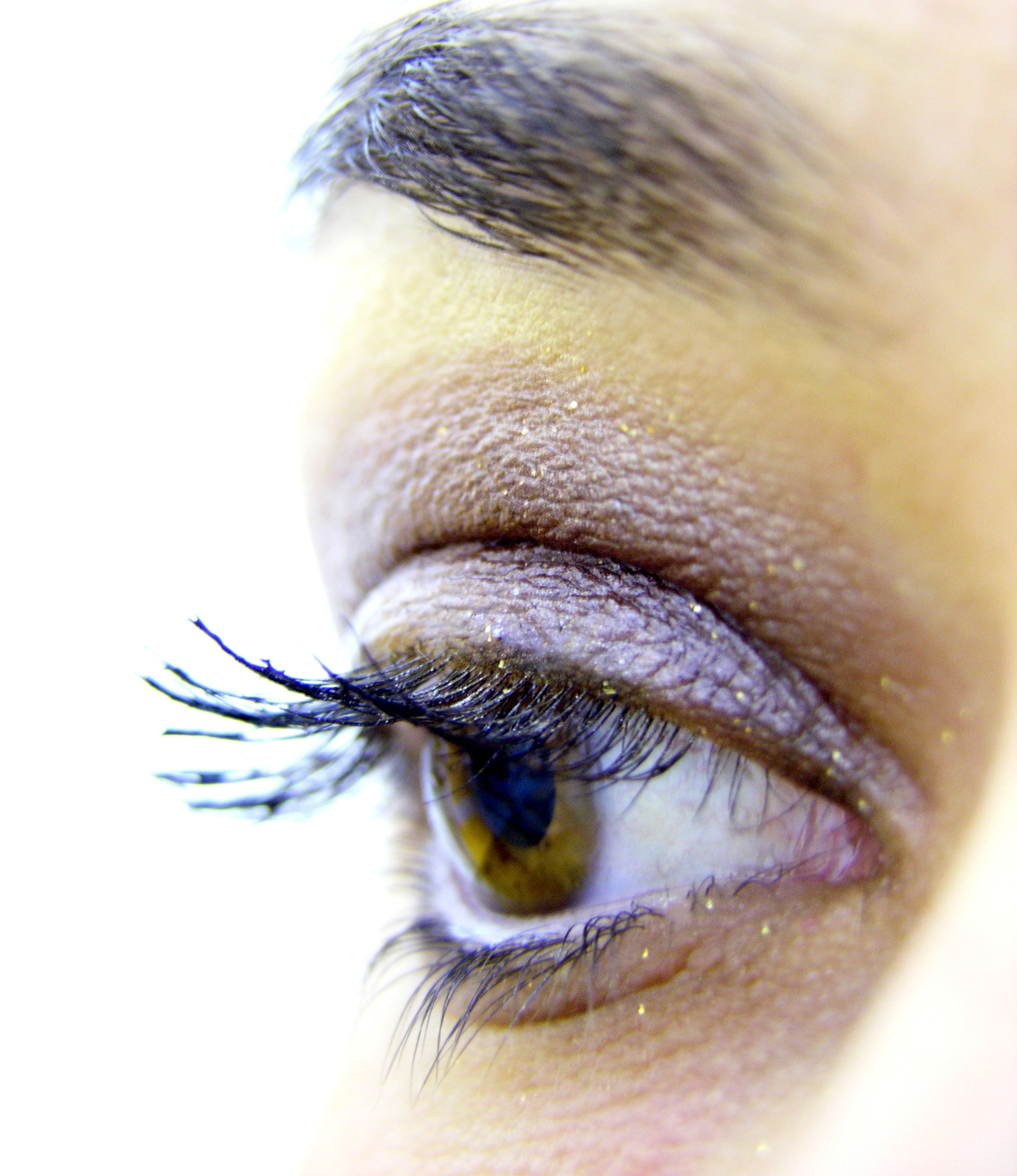
Met oogschaduw opgemaakt ooglid

Oogschaduw is een cosmetica-product dat gebruikt wordt om de ogen te verfraaien. Het wordt met een kwastje, beautyblender of met de vingertop op en boven het bovenste ooglid aangebracht. Oogschaduw is verkrijgbaar in poedervorm en in crèmevorm, en bestaat in vele kleuren. De kleur en plaats waarop de oogschaduw wordt aangebracht kan het oog groter of wijder doen lijken.